# Sint Eustatius

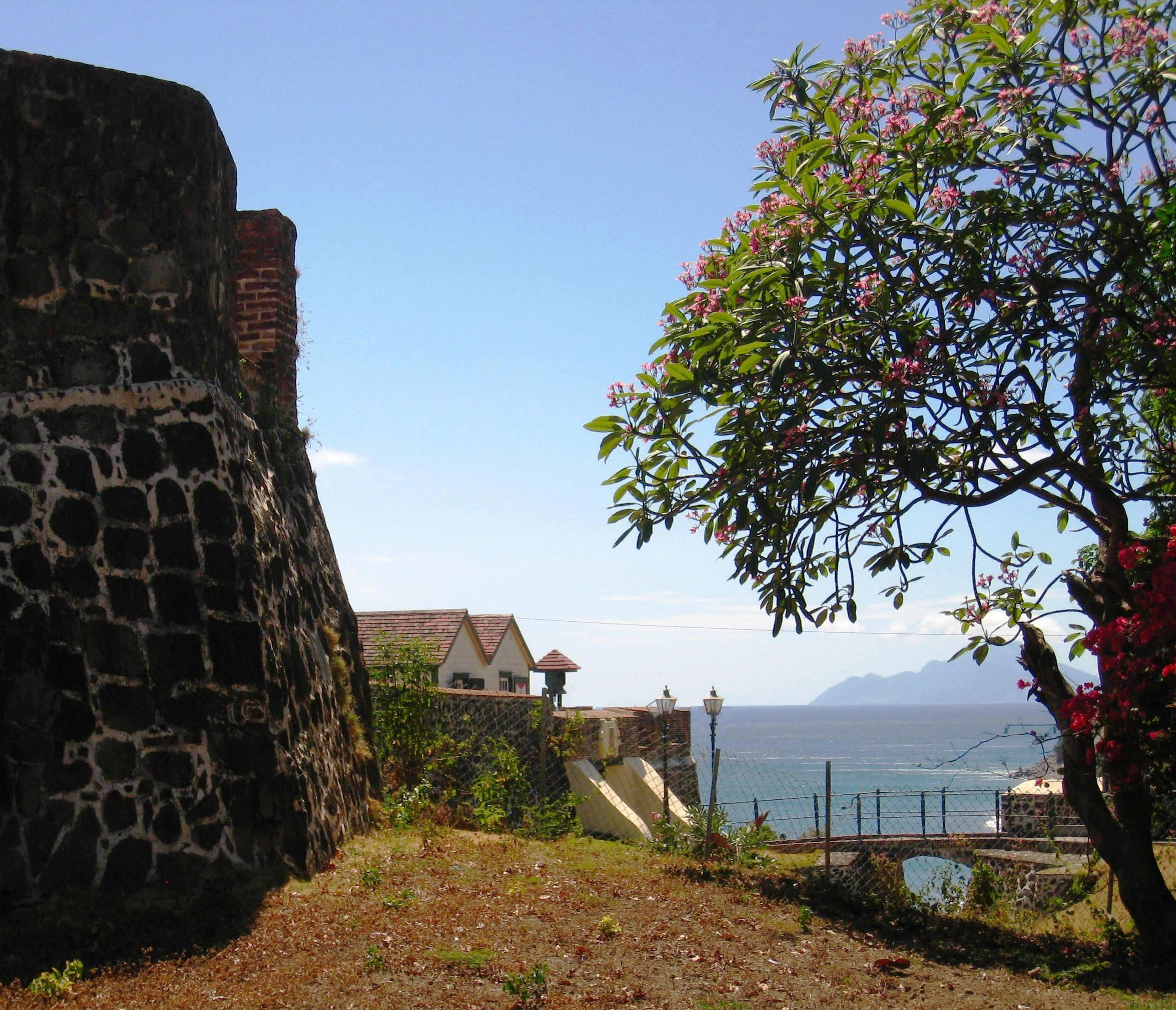
Fort Oranje domineert de Oranjebaai.

Sint Eustatius is een van de Bovenwindse Eilanden in het Caribische deel van Nederland dat sinds 2010 een openbaar lichaam vormt. Het eiland wordt door de lokale bevolking Statia ([ˈsteɪʃə]) genoemd, een naam die ook door de overige Caribische bevolking en diaspora wordt gebruikt. Het is gelegen in het noordoostelijk deel van de Caribische Zee en behoort samen met Saba en Sint Maarten tot de SSS-eilanden. De hoofdstad van Sint Eustatius is Oranjestad. 
Op de oudste kaart waarop het eiland voorkomt heet het eiland Estatia. Later maakte men er Sint Anastatia en daarna het huidige Sint Eustatius van.

## Geschiedenis

### Prekoloniale geschiedenis en kolonisatie
De vroegste bewoners waren Cariben die vermoedelijk uit het bekken van de Amazone kwamen en vanuit Venezuela via de kleine Antillen naar het noorden waren gemigreerd. In het begin van de twintigste eeuw zijn er nederzettingssporen ontdekt in Golden Rock en Oranjebaai.
Columbus was de eerste die Sint Eustatius in 1493 op de kaart zette. Bij diens aankomst was de oorspronkelijke bevolking al eerder vertrokken, mogelijk vanwege de natuurlijke omstandigheden (op het eiland was bijvoorbeeld geen zoet water beschikbaar).
In 1636 werd het inmiddels onbewoonde eiland door de Nederlanders in bezit genomen. Volgens Franse bronnen hadden de Fransen er al in 1629 een klein fort gebouwd, maar wegens gebrek aan natuurlijke waterbronnen het eiland weer verlaten. De Nederlanders (Zeeuwen) bouwden een nieuw fort, het nog steeds bestaande Fort Oranje en losten het waterprobleem op door de aanleg van (ook nog steeds bestaande) regenbakken (cisternen).

### Slavenhandel en vrijhaven

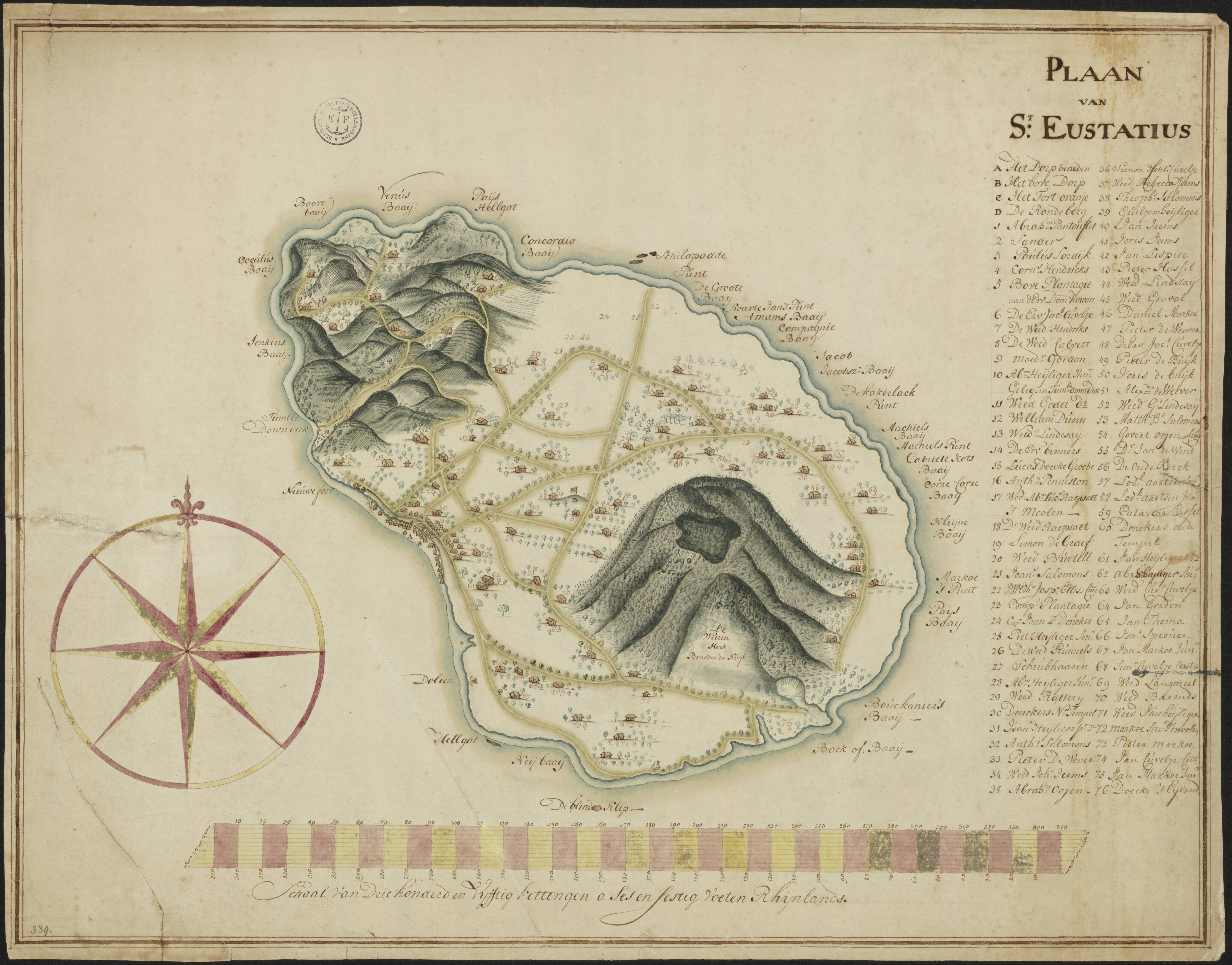
Kaart van het eiland St. Eustatius met een lijst van namen van eigenaars en eigendommen

Sint Eustatius werd het meest winstgevende bezit van de West-Indische Compagnie (WIC) en een doorvoerhaven van Afrikaanse slaven in de Trans-Atlantische slavenhandel. Op het eiland werden plantages van suikerriet, tabak en indigo aangelegd die met slavenarbeid werden bewerkt. Commandeur Jan de Windt stuurde in 1763 twee schepen naar Berbice om daar de slavenopstand te helpen onderdrukken. In 1774 waren er 75 plantages op het eiland met namen als Gilboa, Kuilzak, Zelandia, Zorg en Rust, Nooit Gedacht, Ruym Sigt en Golden Rock. Oranjestad was ook een vrijhaven en stapelhaven. In de 18de eeuw werd het eiland wel de Gouden Rots genoemd. De hele benedenstad aan de Oranjebaai was volgebouwd met pakhuizen waar de meest luxe goederen lagen opgeslagen. In 1779 legden meer dan 3000 schepen uit Europa, Amerika en Afrika aan op de rede van Oranjestad, evenveel als in Amsterdam. Soms arriveerden er meer dan twintig schepen op een dag. Op de rede konden 200 schepen tegelijkertijd liggen.
Uit de glorietijd van het eiland resten nog de overblijfselen van zestien verdedigingswerken (voornamelijk open batterijen) in een ring om het eiland heen. Behalve Fort Oranje zijn dat Bourbon Battery, het Waterfort of de batterij Amsterdam, Fort Panga en de batterijen Jussac, Royal, Rotterdam, Tumble-down-Dick of Tommelendijk, Concordia, St. Louis, Corre Corre, De Windt, Nassau, Dolijn, Bouillé en de resten van een onafgemaakte vluchtburg uit het eind van de 17de eeuw op de berg Gilboa Hill.

### Het eerste saluut

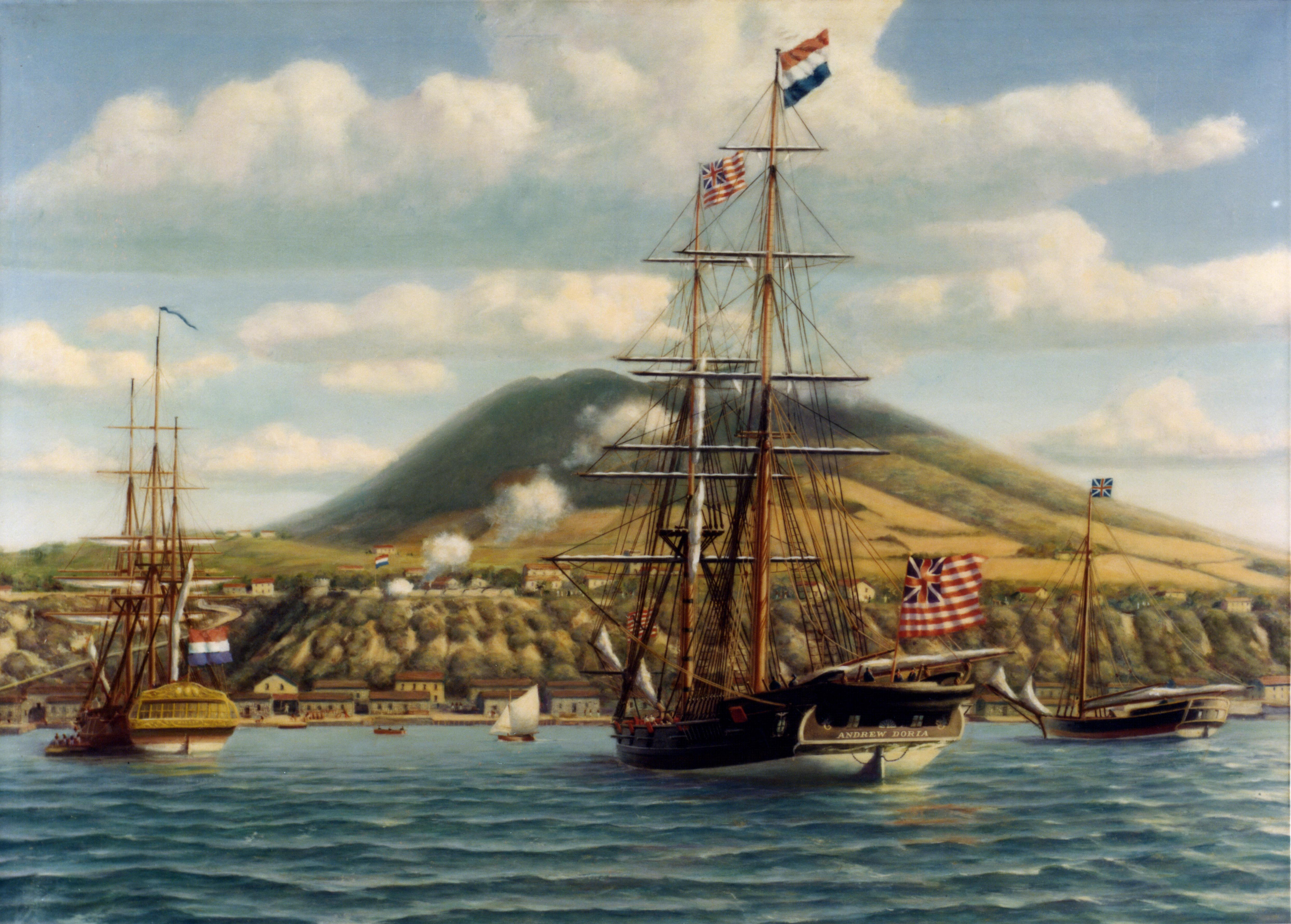
De Andrew Doria ontvangt op 16 november 1776 saluutschoten van Fort Oranje.

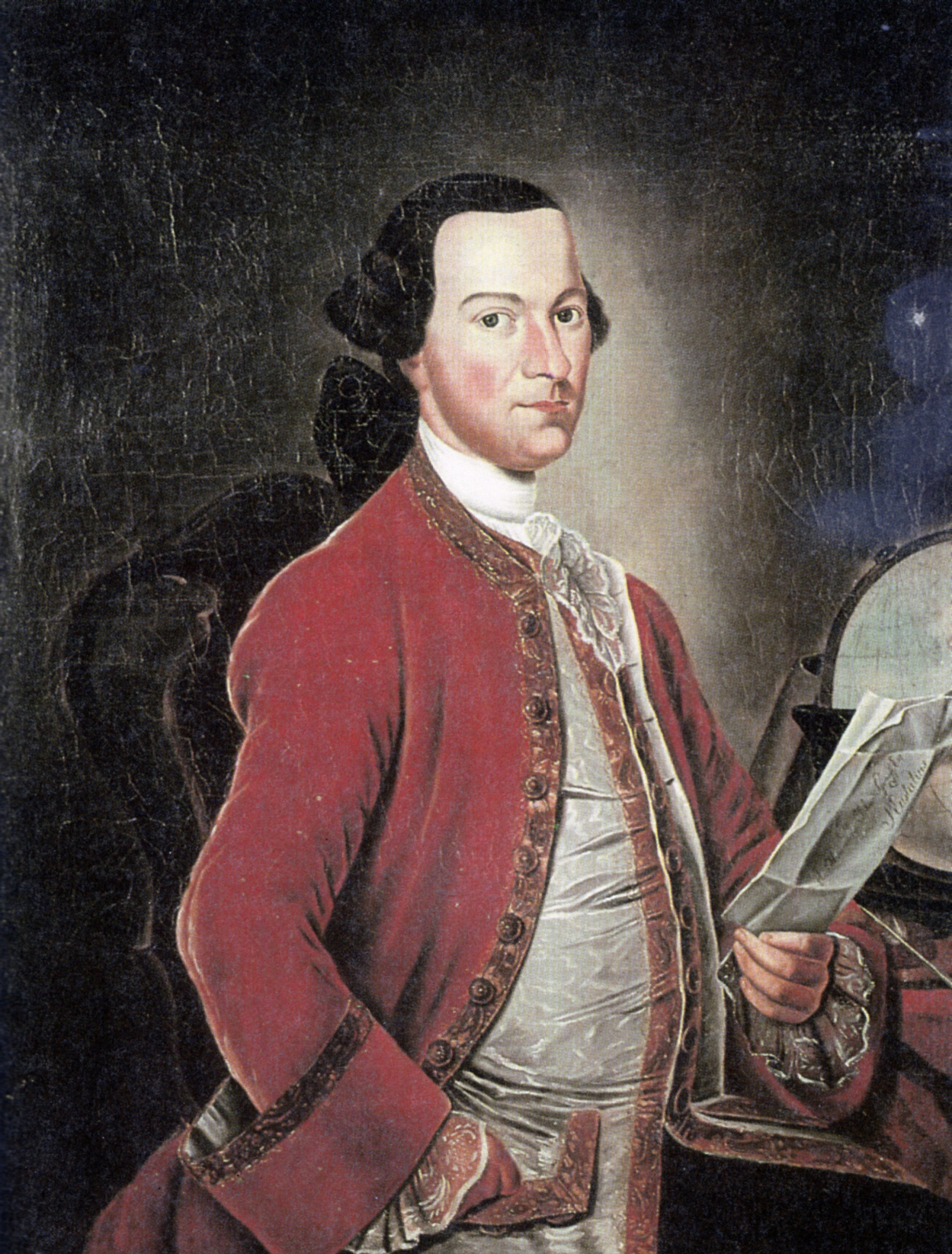
Gouverneur Johannes de Graaff

Toen de Amerikanen in 1776 hun vrijheidsstrijd tegen het Verenigd Koninkrijk begonnen, leverden de Nederlanders wapens aan hen via Sint Eustatius. Het Amerikaanse marineschip Andrew Doria, dat op 16 november 1776 met de nieuwe Amerikaanse Grand Union Flag in top de Gallows Bay kwam binnenzeilen en dertien saluutschoten afvuurde, kreeg in opdracht van gouverneur Johannes de Graaff elf saluutschoten van Fort Oranje als antwoord. Het was de eerste keer dat een buitenlandse mogendheid de vlag van de Verenigde Staten eerde met een saluut. De Amerikanen interpreteerden dit onmiddellijk als de eerste officiële erkenning van hun onafhankelijkheid. De Amerikaanse president Franklin Delano Roosevelt erkende het belang van deze gebeurtenis tijdens zijn bezoek aan de rede van Sint Eustatius in 1939 en bood het eiland een plaquette ter herinnering aan. Er staat onder andere op: "Here the sovereignty of the United States of America was first formally acknowledged to a national vessel by a foreign official." Het voorval leverde ook het onderwerp voor het laatste boek van Pulitzerprijs-winnares Barbara Tuchman First Salute: A View of the American Revolution (1988).
De Engelsen verklaarden hierop Nederland de oorlog (de Vierde Engelse Oorlog) en admiraal George Brydges Rodney nam in februari 1781 met een grote vloot Sint Eustatius in. Rodney plunderde het eiland en voerde een derde van de Joodse bevolking af naar het naburige Saint Kitts. Het vermogen van gouverneur De Graaff werd geconfisqueerd. De Graaff zelf moest mee naar Engeland, maar mocht hetzelfde jaar nog terugkeren naar Sint Eustatius.
Rodney maakte een nauwkeurige inventaris van zijn buit, inclusief de slaven, teneinde deze te verdelen over zijn bemanning. Deze inventarisatie, de Rodney Roll, is in het bezit van National Archives in Kew bij Londen.

### Wisselende koloniale bezetting
Een afwisseling van Franse, Nederlandse en Engelse bezettingen volgde:
- 1636-1665 Nederlands
- 1665-1666 Engels
- 1666-1668 Frans
- 1668-1672 Nederlands
- 1672-1679 Engels
- 1679-1689 Nederlands
- 1689-1690 Frans
- 1690-1696 Engels
- 1696-1781 Nederlands
- 1781-1781 Engels (februari-november)
- 1781-1784 Frans
- 1784-1795 Nederlands
- 1795-1801 Frans
- 1801-1802 Engels
- 1802-1810 Nederlands
- 1810-1816 Engels
- 1816-heden Nederlands

Na de val van Napoleon in 1815 kreeg Nederland in 1816 de voormalige koloniën in het Caribisch gebied van Groot-Brittannië terug. Deze werden in het begin beschouwd als drie West-Indische koloniën:
- Suriname
- Curaçao en Onderhorigheden (Nederlandse deel van de Benedenwindse Eilanden)
- Sint Eustatius en onderhorigheden (Nederlandse deel van de Bovenwindse Eilanden)

Door de teruggave van de koloniën door de Britten (Verdrag van Londen (1814)) werden Sint Eustatius, Sint Maarten en Saba weer Nederlands bezit, maar bleef de voertaal Engels. De afschaffing van de trans-Atlantische slavenhandel en de openstelling van de havens van de Engels-Caribische eilanden zorgden ervoor dat de economie van Sint Eustatius in het slop raakte.
Om de bestuurskosten te verlagen werden de drie koloniën in 1828 teruggebracht tot één kolonie met een gouverneur-generaal in Paramaribo. In 1845 kwam men hier gedeeltelijk op terug omdat het besturen van de eilanden vanuit Suriname niet goed werkte. Vanaf dat jaar waren er weer twee West-Indische koloniën:
- Suriname
- Curaçao en Onderhorigheden (bestaande uit zowel de Bovenwindse als de Benedenwindse Eilanden).

### Opstand van 1848

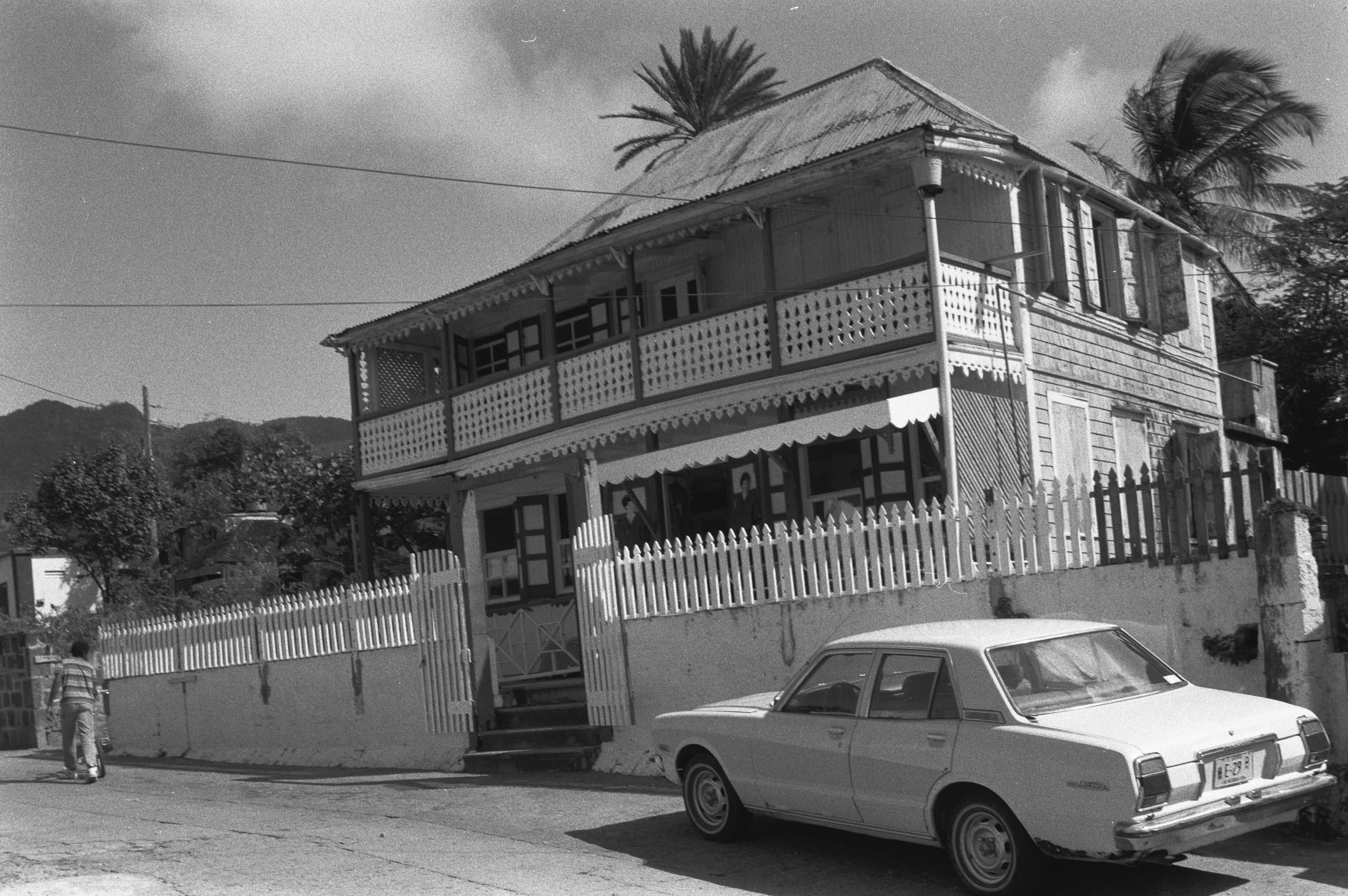
Bovenstad, voormalig huis van gezaghebber Johannes de Veer waar de slavenopstand begon (foto uit 1989)

Na 1848 bestond de slavernij alleen nog op de Nederlandse en Deense Caribische eilanden wat voor onrust zorgde op de door Nederland gekoloniseerde eilanden. Als gevolg daarvan werd op 6 juni 1848 op Sint Maarten in een proclamatie verklaard dat de tot slaaf gemaakte Afrikanen als vrije personen zullen worden behandeld.
Ook op Sint Eustatius ontstond onrust. Op 12 juni 1848 verzamelde zich een groep vrije en tot slaaf gemaakte Afrikanen voor de woning van gezaghebber Johannes de Veer en eiste hun vrijheidsverklaring, verhoging van rantsoen en meer vrije uren. De gezaghebber sprak de groep toe maar die volhardde in zijn eisen. De schutterij werd gemobiliseerd en na overleg met de Koloniale Raad en de voornaamste ingezetenen werd door de gezaghebber tot een aanval besloten. Na nog een waarschuwing om de stad te verlaten of anders de gevolgen te ondervinden, werd het vuur op de groep geopend. De opstandelingen vluchtten de stad uit, twee of drie zwaar gewonden achterlatend. Vanaf een heuvel even buiten de stad bekogelden ze de schutterij met stenen en stukken rots. Een groep van 35 schutters bestormde de heuvel waarbij twee opstandelingen gedood werden en verschillende gewond raakten. De zes leiders van de opstand werden verbannen van het eiland en naar Curaçao overgebracht. Als belangrijkste leider van de opstand wordt Thomas Dupersoy beschouwd, een vrije Afrikaan. Van een van de andere leiders werd in 1851 een kennisgeving van overlijden aan zijn 'eigenaar' gezonden. De grootste plantagehouders op Sint Eustatius besloten na de opstand om hun tot slaaf gemaakte arbeiders een zeker loon te geven uit vrees voor herhaling.

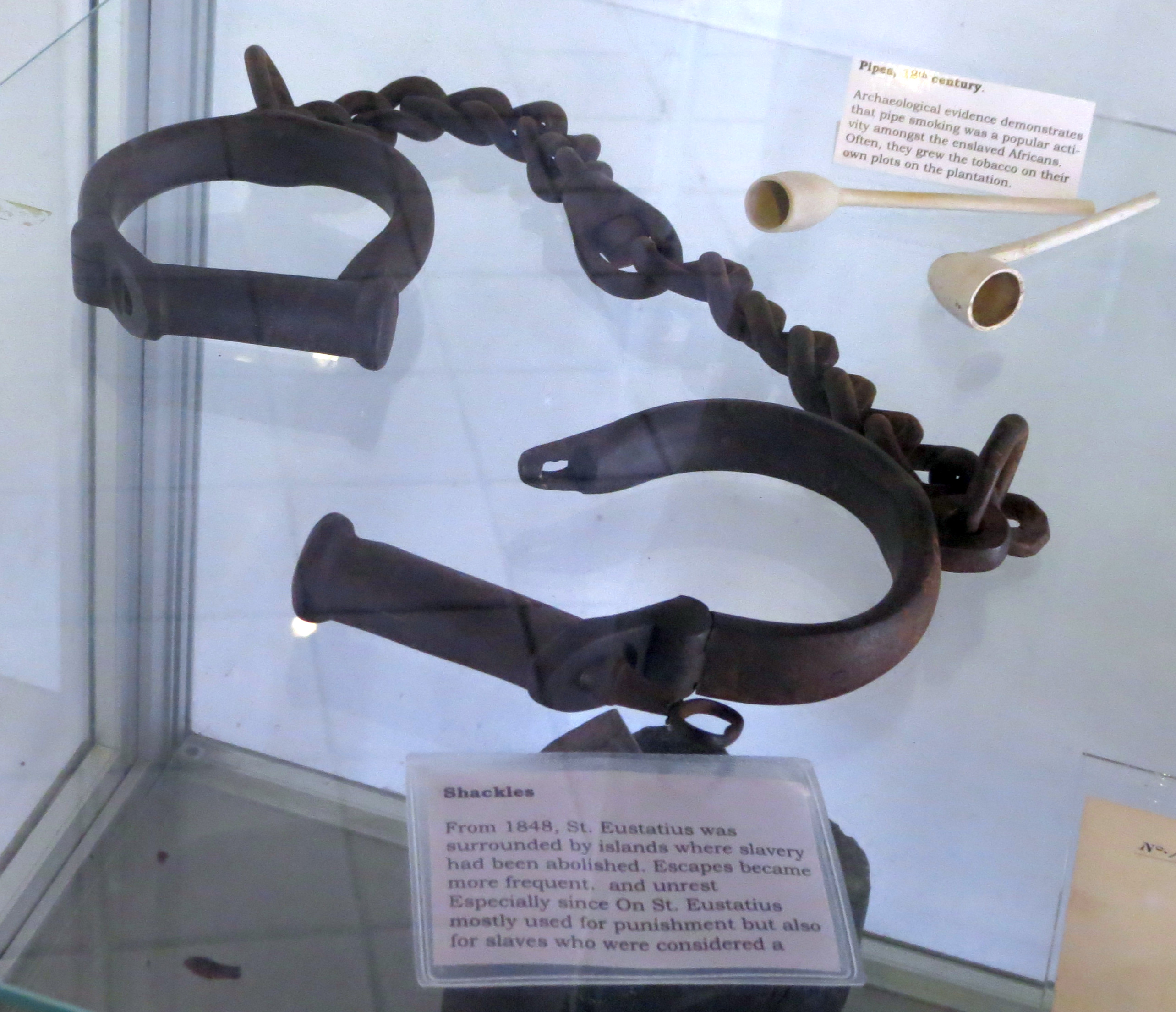
Slavenhandboeien uit 1848 die moesten voorkomen dat Statiaanse slaven zouden vluchten naar het vrije St. Kitts

### Afschaffing slavernij
Op 1 juli 1863 werd de slavernij afgeschaft. Op de naburige Britse kolonie St. Kitts was dit al in 1833 gebeurd, wat tot succesvolle vluchtpogingen had geleid.
Met de herziening van de Nederlandse grondwet in 1922 kwam de term 'kolonie' in die grondwet te vervallen. Pas op 23 april 1936 volgde de hiermee samenhangende herziening van wetten waarmee de staatsinrichting van Suriname en Curaçao werd aangepast. Zo werd de Koloniale Raad vervangen door de Staten van Curaçao. Het parlement bestond uit vijftien leden, van wie er tien werden gekozen en vijf door de gouverneur werden aangewezen. In dat jaar werd ook Curaçao en Onderhorigheden omgedoopt tot het Gebiedsdeel Curaçao.
In 1937 volgden de eerste verkiezingen, waaraan vanwege het toen geldende census- en capaciteitskiesrecht voor mannen slecht ± 5 procent van de bevolking mocht meedoen. 

### Periode na de Tweede Wereldoorlog

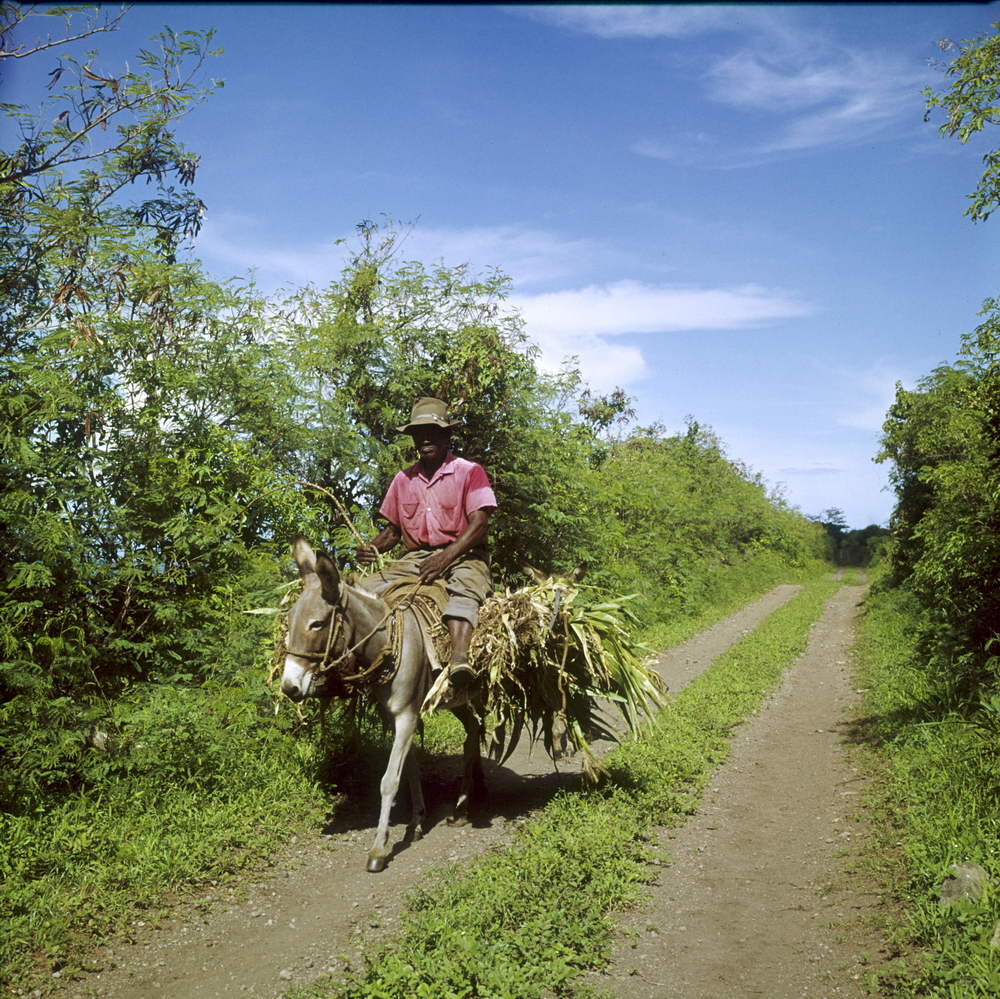
Vervoer van landbouwproducten per ezel (1964)

De Tweede Wereldoorlog zorgde voor een andere kijk op het Koninkrijk en het kolonialisme zoals dat tot 1939 had gefunctioneerd. Het 'Gebiedsdeel Curaçao' en Suriname waren in die tijd de enige stukjes onbezet 'Nederland'. Koningin Wilhelmina kondigde via Radio Oranje in 1942 al meer zelfstandigheid aan voor de overzeese delen. In februari 1945 werd de naam van het Ministerie van Koloniën gewijzigd. Door de herziening van de grondwet in 1948 werd het Gebiedsdeel Curaçao vervangen door Nederlandse Antillen waarna alle Statenleden door middel van algemene verkiezingen gekozen werden. Hiermee kwam aan de koloniale status formeel een einde. 
In 1948 waren intussen ook de onderhandelingen begonnen met Suriname en de Nederlandse Antillen. Op 15 december 1954 werd na acht jaar onderhandelen het Statuut voor het Koninkrijk der Nederlanden, ofwel kortweg het Statuut, door Nederland, Suriname en de Nederlandse Antillen ondertekend en daarmee bestond het Koninkrijk der Nederlanden voortaan uit drie landen. Koningin Juliana kondigde het Statuut op 15 december 1954 in de Ridderzaal plechtig af. Uitgangspunt in het Statuut was de gelijkwaardigheid van Nederland, Suriname en de Nederlandse Antillen (Nederlands-Nieuw-Guinea niet). De verjaardag van het Statuut wordt elk jaar op 15 december op Koninkrijksdag (Kingdom Day) gevierd. 
De Nederlandse Antillen kregen wat lokale zaken betrof in grote mate een eigen bestuur. De gezamenlijke aangelegenheden van het Koninkrijk zoals defensie en buitenlandse betrekkingen, werden in gezamenlijk overleg beslist. Tot 1983 was Sint Eustatius onderdeel van het eilandgebied Bovenwindse Eilanden, waar ook Saba en Sint Maarten toe behoorden. In 1983 kreeg het een zelfstandige status als eilandgebied en een eigen zetel in de Staten van de Nederlandse Antillen.

### Sint Eustatius als openbaar lichaam
Met de staatkundige hervormingen binnen het Koninkrijk der Nederlanden zijn op 10 oktober 2010 de Nederlandse Antillen als land opgeheven. Sindsdien is Sint Eustatius rechtstreeks deel uit gaan maken van Nederland, net als de eilanden Bonaire en Saba. De drie eilanden worden aangeduid als Caribisch Nederland en ook wel als BES-eilanden. In Caribisch Nederland is op veel terreinen nog de aangepaste, voormalige wetgeving van de Nederlandse Antillen van toepassing. Op andere terreinen is de wetgeving aangepast naar Nederlands model, de zogenaamde BES-wetten. Het eiland is een Caribisch openbaar lichaam, dat qua bevoegdheden vergelijkbaar is met een gemeente. De Rijksdienst Caribisch Nederland, gevestigd op Bonaire, ondersteunt alle ministeries die werkzaam zijn op de drie eilanden. Sint Eustatius maakt geen deel uit van het Schengen-gebied.

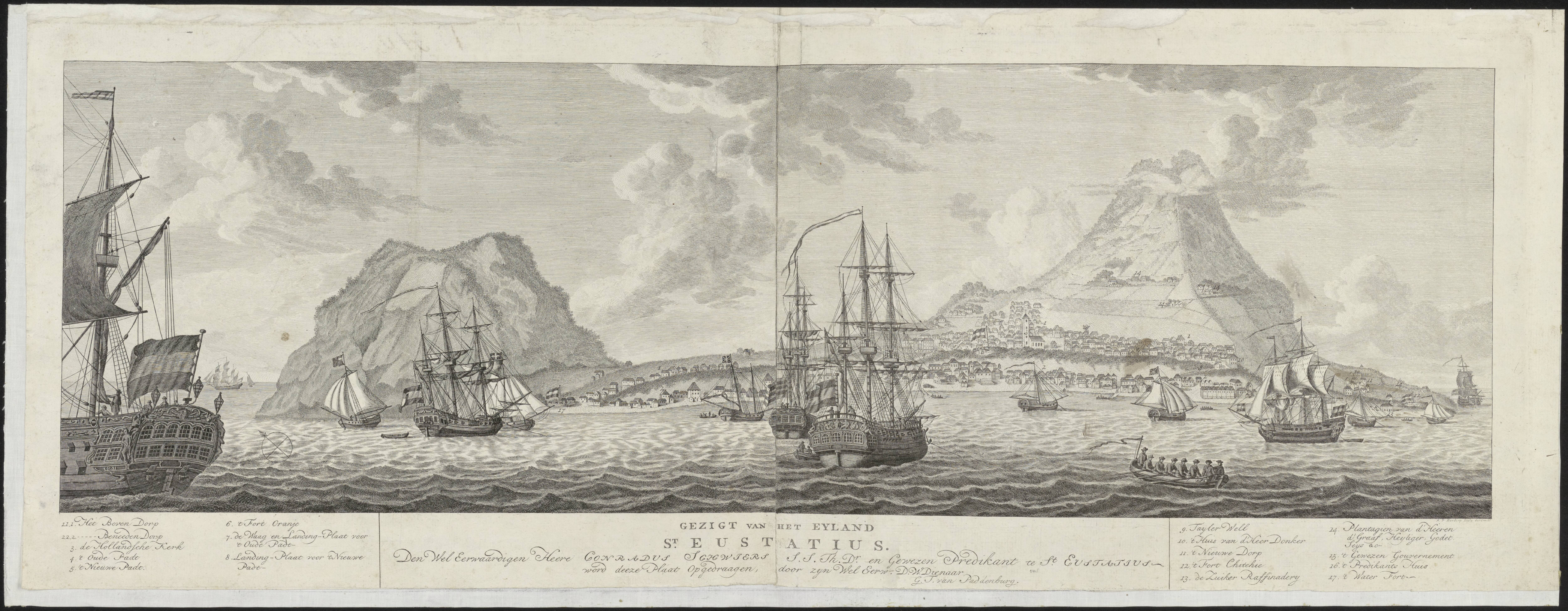
De rede van Sint Eustatius in de 18de eeuw

## Geografie

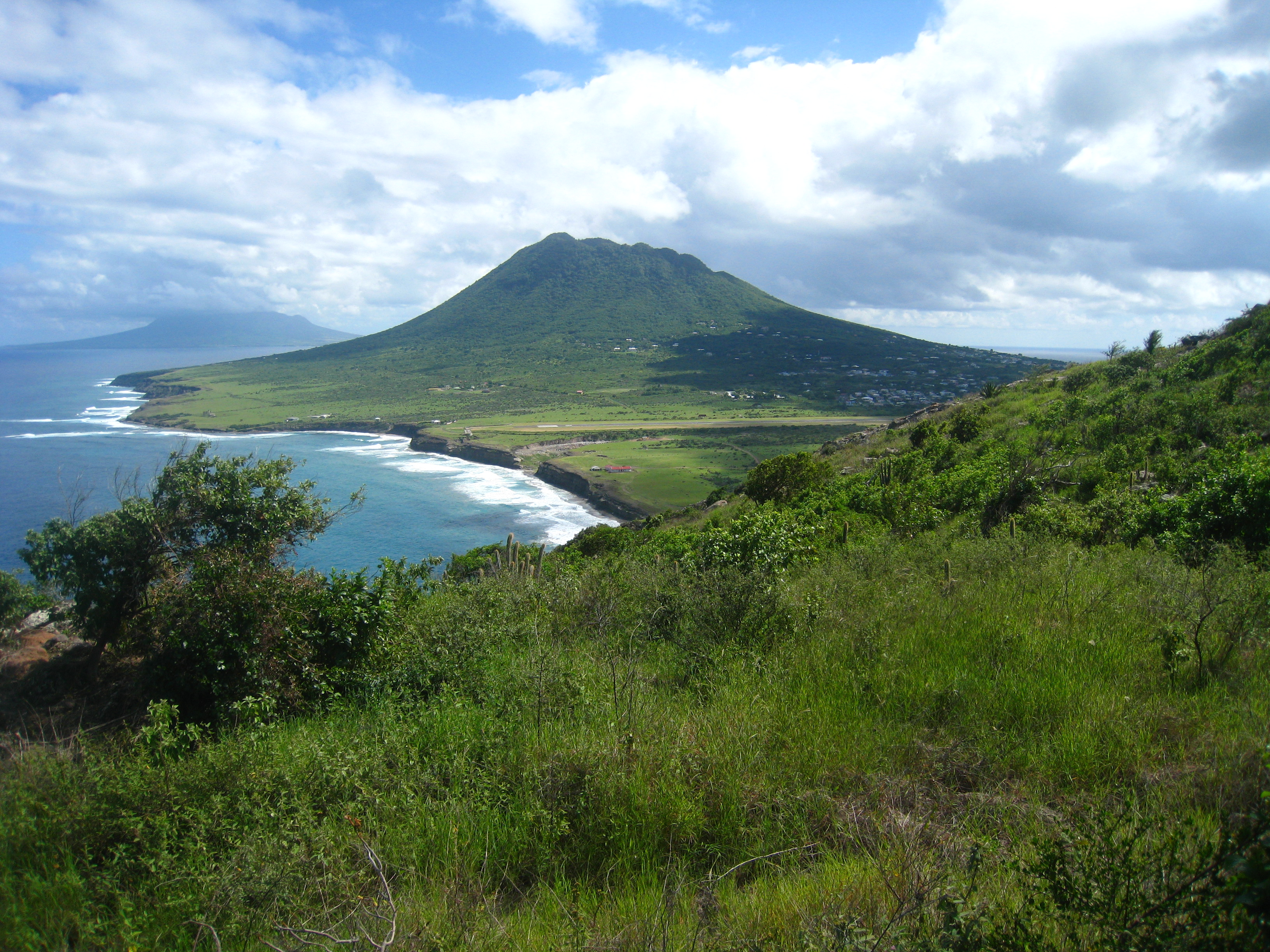
De Quill domineert het aanzicht van Sint Eustatius, Cultuurvlakte en The Quill vanaf Gilboa Hill.

Sint Eustatius bestaat uit een slapende vulkaan in het zuidoosten van het eiland, The Quill genaamd (verengelsing van de oorspronkelijk Nederlandse naam 'De Kuil') met een hoogte van 601 meter, en een ca. 200.000 jaar oud, uitgedoofd vulkanisch gebied in het noorden van het eiland rond de heuvel met de naam Bergje en een hoogte van 223 m. Rond Bergje liggen nog Boven, Gilboa Hill en Signal Hill. Tussen Signal Hill en The Quill ligt een betrekkelijk vlak terrein, de Cultuurvlakte, waar ook het vliegveld en de zonnecentrale te vinden zijn. Over de eeuwen heen zijn verschillende landkaarten van Sint Eustatius gemaakt die nog steeds worden gebruikt bij archeologisch onderzoek. 
Sint Eustatius is een onderdeel van de Saint Kitts Bank dat bestaat uit Sint Eustatius, Saint Kitts en Nevis. Tijdens het Laatste Glaciale Maximum vormden ze één eiland. De eilanden worden gescheiden door ondiepe zee met een maximale diepte van 180 m.

### Klimaat
Sint Eustatius heeft een tropisch moessonklimaat en is gevoelig voor orkanen. Op 5 september 1772 werden 300 huizen verwoest en ook diverse kerken en de synagoge werden niet gespaard. Met name de Grote Orkaan van 1780 die tussen 10 en 16 oktober over het Caribisch gebied trok, trof Sint Eustatius hard. De grote orkaan staat bekend als de meest dodelijke in het Atlantische gebied ooit en maakte meer dan 27.500 slachtoffers voornamelijk op de eilanden Barbados, Sint Lucia, Martinique en Sint Eustatius. In de literatuur wordt melding gemaakt van 4000 tot 5000 slachtoffers op St. Eustatius. Omdat in februari het jaar erop Sint Eustatius werd veroverd door admiraal Rodney tijdens de Vierde Engelse Oorlog is veel archiefmateriaal over deze dodelijke orkaan verloren gegaan. De orkanen van 1792, 1852 en 1928 richtten ook op grote schaal vernielingen aan. Na de orkaan van 1792 werd het dak van de synagoge niet meer gedicht omdat de joodse bevolking gedecimeerd was na de plundering van Rodney. De gereformeerde kerk verloor het dak bij de orkaan van 1852, alleen de muren stonden nog overeind.

### Flora
De cactusfamilie wordt op Sint Eustatius vertegenwoordigd door de soort Melocactus intortus. Deze cactus is een meloencactussoort die voorkomt op de droge hellingen van de eilanden Sint Eustatius, Saba en Sint Maarten. De plant Statia Morning Glory (Ipomoea sphenophylla Urban), een plantensoort uit de Windefamilie, is endemisch op het eiland en zeer zeldzaam. Er werd lange tijd gedacht dat de plant was uitgestorven. In 2014 kreeg deze de status van nationale bloem van Sint Eustatius. Coralita (Antigonon leptopus) is een invasieve soort (ooit geïmporteerde Mexicaanse tuinplant) uit de duizendknoopfamilie die verwilderd woekert op het eiland en inheemse soorten verdringt. In 2013 werd vastgesteld dat de Statia Milkweed (Gonolobus aloiensis) een endemische plant uit de maagdenpalmfamilie is die nergens anders voorkomt.

### Fauna

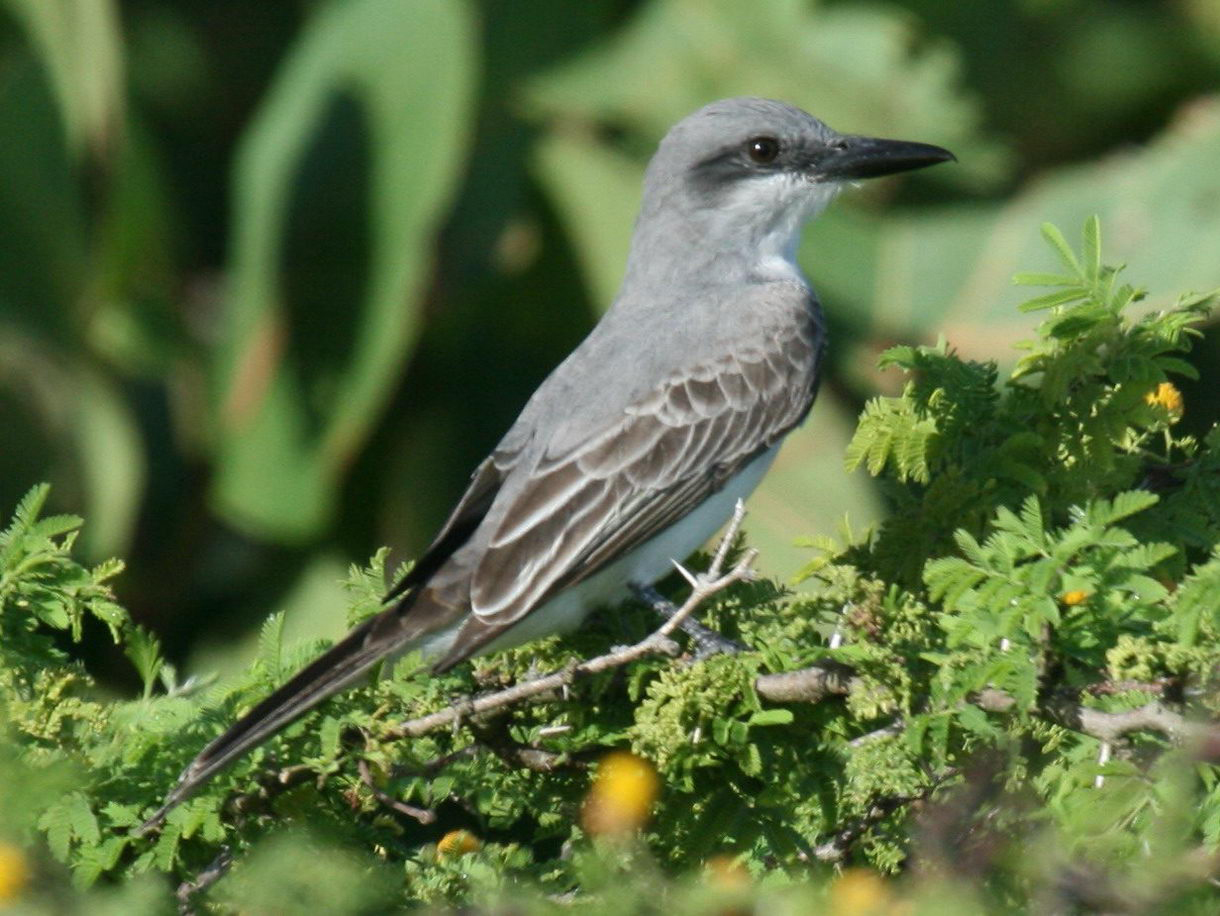
De grijze koningstiran komt algemeen voor op Sint Eustatius.

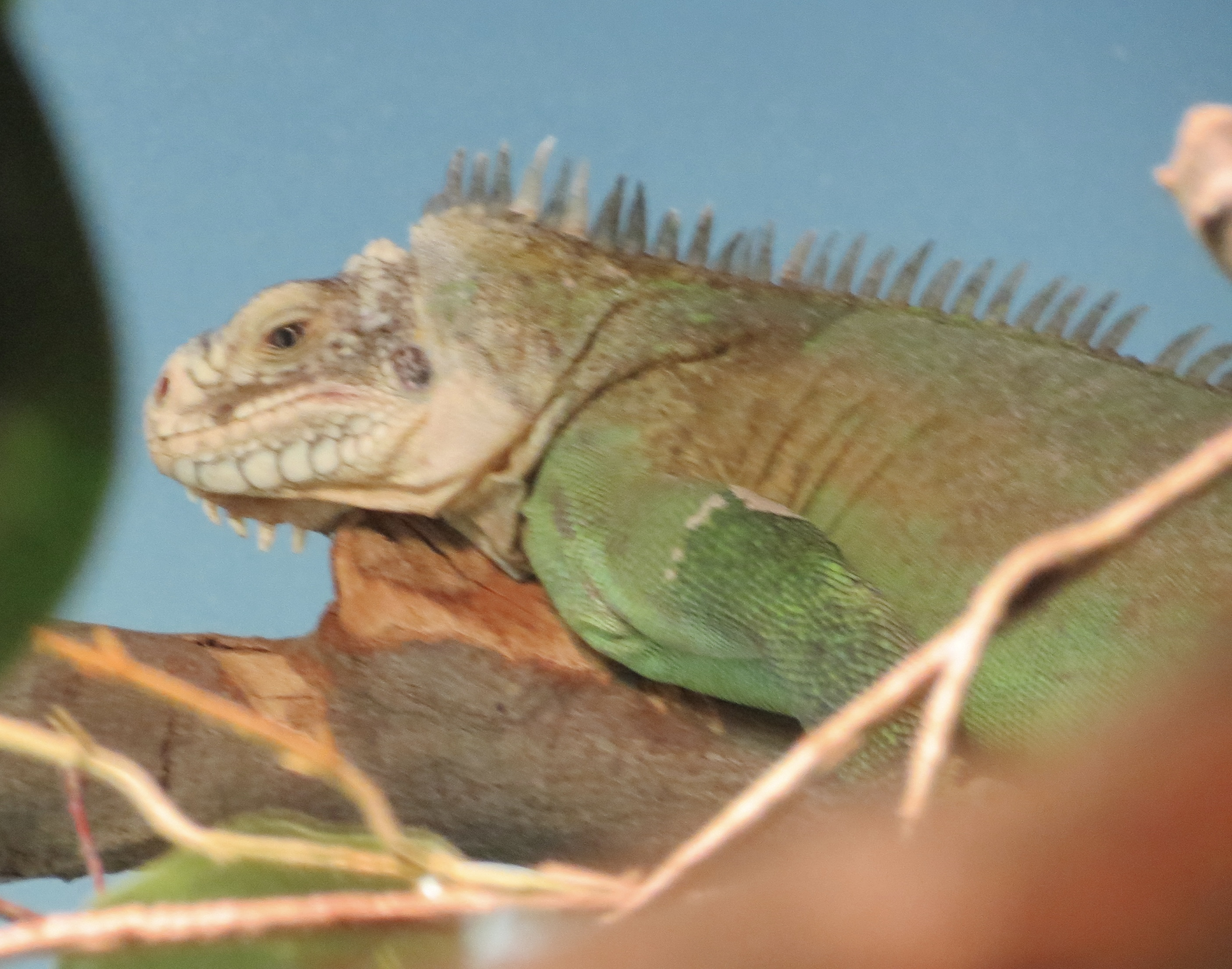
Antillenleguaan van Sint Eustatius in Diergaarde Blijdorp

Sint Eustatius bevindt zich op de trekroute van bultrugwalvissen. Zeelandia Beach is een beschermd gebied voor zeeschildpadden.
Op het eiland zijn vier soorten vleermuizen gevonden, de jamaicavruchtenvampier (Artibeus jamaicensis), Ardops nichollsi, Brachyphylla cavernarum en Molossus molossus. Er zijn voor zover bekend geen andere nog bestaande inheemse zoogdieren, ook niet fossiel.
De inheemse antillenleguaan wordt bedreigd door de geïmporteerde groene leguaan. In 2018 werden vier antillenleguanen overgebracht naar Diergaarde Blijdorp voor een fokprogramma. Andere reptielen zijn de hierboven al vermelde zeeschildpadden, verder zijn er twee slangensoorten: de roodbuikgrasslang (Alsophis rufiventris) en de Leeward blindsnake (Antillotyphlops geotomus), zijn er gekko's, ameiva- en anolishagedissen. De Sint Eustatius-anolis (Anolis bimacutatus) komt ook voor op Nevis en Saint Kitts. Sinds enkele jaren hebben twee nieuwe niet-inheemse reptielen zich op het eiland gevestigd;  Underwood's brilteju en de gekko tjitjak.
De bruine pelikaan, fregatvogel en roodsnavelkeerkringvogel nestelen op het eiland. Algemeen voorkomend is de grijze koningstiran (Tyrannus dominicensis vorax), het suikerdiefje en de granaatkolibrie.

### Natuurparken
Het eiland kent een drietal natuurparken – op land en in zee. Twee ervan hebben de status van nationaal park. Ze worden beheerd door de stichting St Eustatius National Parks Foundation (STENAPA). Deze gebieden zijn aangemerkt als belangrijk vogelgebied.

#### Sint Eustatius National Marine Park
Het Sint Eustatius National Marine Park werd opgericht in 1996 en strekt zich uit rond het hele eiland van de hoge waterlijn tot 30 m diepte contour. Het park heeft een oppervlakte van 27,5 km² en beschermt een verscheidenheid aan habitats, met inbegrip van ongerepte koraalriffen, 18e-eeuwe scheepswrakken en moderne kunstmatige riffen om visserij en toerisme te bevorderen. Binnen het park zijn twee actief beheerde reservaten waarin vissen of verankering niet is toegestaan met als doelstelling de instandhouding van de mariene biodiversiteit, bescherming van de visbestanden en bevordering van duurzaam toerisme. Naast regelmatig ligplaatsonderhoud (duik-, snorkel- en jachtsites), patrouilles en onderzoek werkt het Marine Park nauw samen met drie lokale duikcentra om ervoor te zorgen dat de duikpraktijken niet te veel effect hebben op het rif. Het krioelt er van de zeepaardjes, roggen, haaien en zeeschildpadden.

#### Quill – Boven National Park

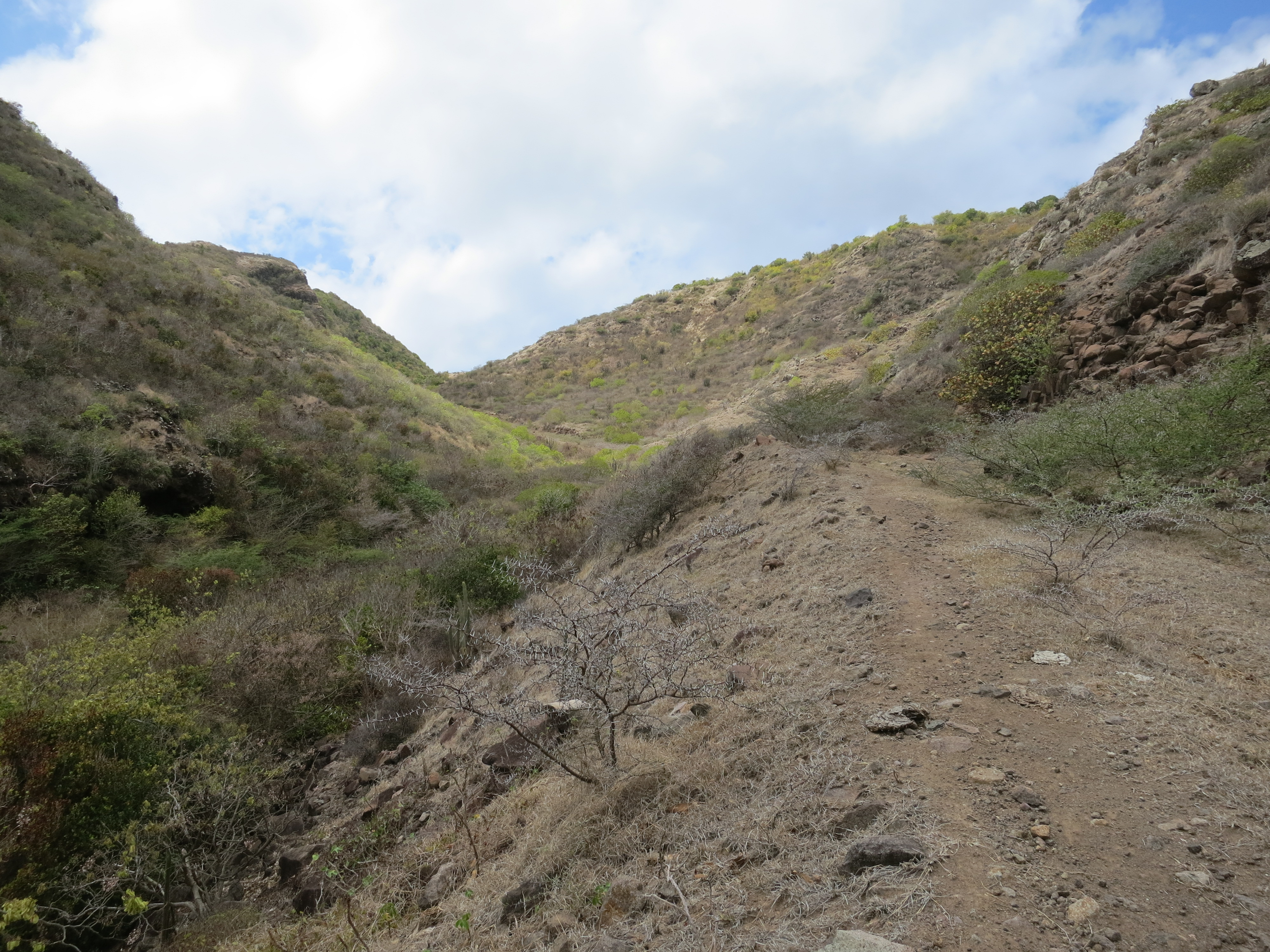
Wandelpad naar Boven

Nationaal park Quill – Boven werd opgericht in 1997, is ruim 5 km² groot en bestaat uit twee delen: de Quill, de slapende vulkaan zelf, en Boven. Samen vormen zij ongeveer 26% van de omvang van het eiland. De Quill is begroeid met tropisch regenwoud. Boven is een heuvelachtig savanneachtig gebied.

#### Miriam Schmidt Botanical Garden
Miriam C. Schmidt Botanical Garden werd opgericht in 1998. De tuin grenst aan het Quill National Park en strekt zich uit over de zuidelijke hellingen van de Quill.

## Archeologie

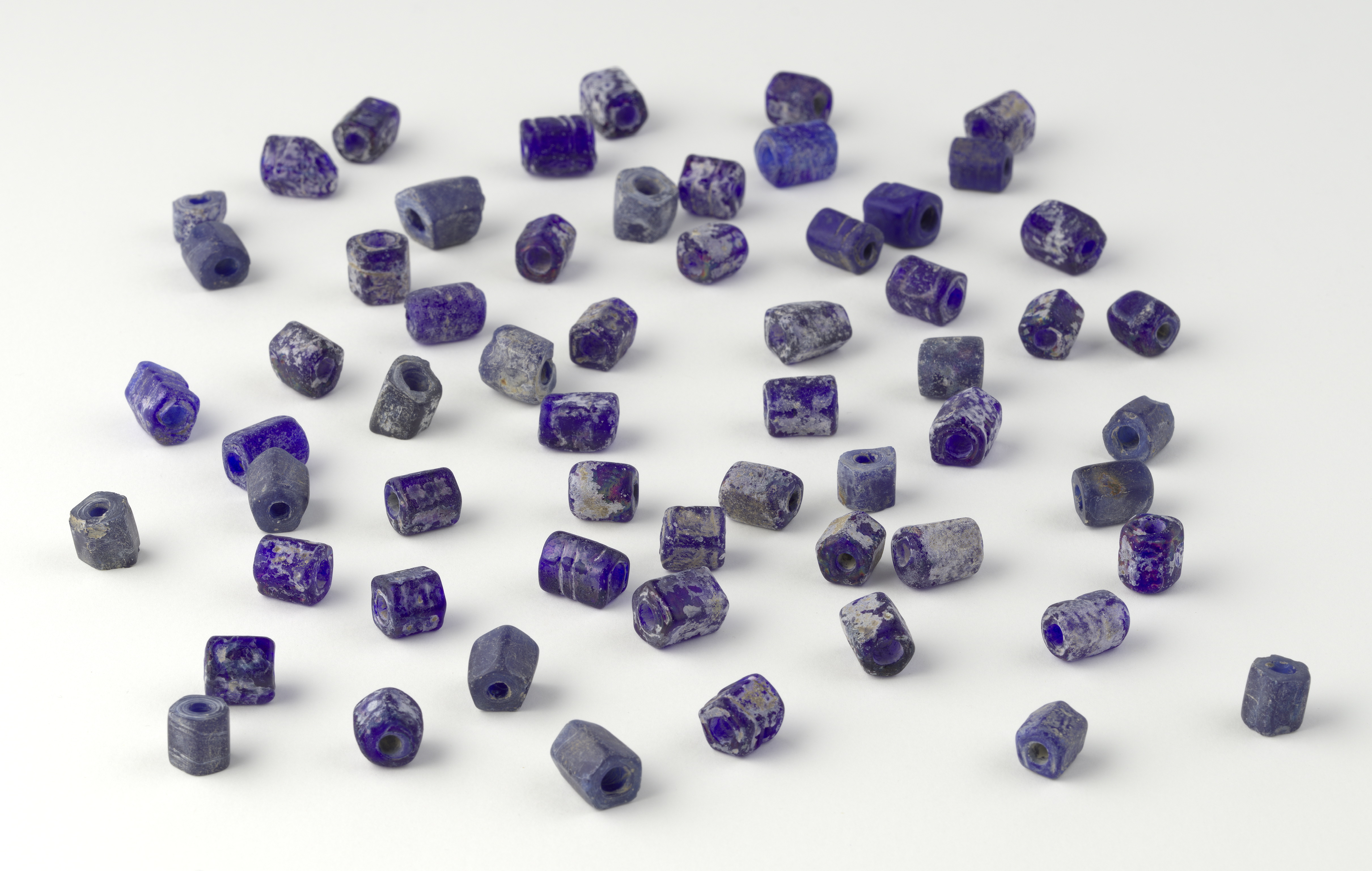
Blauwe glaskralen gevonden op Sint Eustatius

Door haar turbulente geschiedenis is Sint Eustatius rijk aan archeologische vindplaatsen. Er zijn er bijna 300 gedocumenteerd. Er wordt wel gezegd dat het eiland de hoogste concentratie archeologische vindplaatsen kent van elk gebied van vergelijkbare grootte. In de jaren twintig deed J. P. B. de Josselin de Jong archeologisch onderzoek naar Saladoïde vindplaatsen op het eiland en in de jaren tachtig werd veel onderzoek gedaan door archeoloog Aad Versteeg van Universiteit Leiden. Rond 1981 startte, onder leiding van archeoloog Norman F. Barka, ook het College of William & Mary in Williamsburg in de Verenigde Staten archeologisch onderzoek op Sint Eustatius. De gedocumenteerde archeologische locaties omvatten zowel prehistorische vindplaatsen, plantages, militaire vindplaatsen, commerciële handelsplaatsen (waaronder scheepswrakken), als stedelijke locaties (kerken, overheidsgebouwen, begraafplaatsen, woningen). Sinds 2004 doet de stichting St. Eustatius Center for Archaeological Research (SECAR) archeologisch‌ onderzoek op het eiland.
In juni 2021 raakte SECAR betrokken bij protesten tegen opgravingen op de 18e-eeuwse slavenbegraafplaats Golden Rock op het eiland. Het Ubuntu Connected Front en andere betrokken Statianen hekelden middels een petitie en brieven aan de overheid het niet betrekken van de inwoners bij het opgravingsproces. Het merendeel van de bevolking op Sint Eustatius stamt af van Afrikaanse slaven. Erfgoedparticipatie, dus het betrekken van de gemeenschap van wie de voorouders of het cultureel erfgoed wordt opgegraven, is in de hedendaagse archeologie goed gebruik. Voorts vallen archeologische opgravingen op Sint Eustatius onder de Monumentenwet BES en niet onder de Nederlandse Erfgoedwet. De Vaste commissie voor Koninkrijksrelaties stelde vragen over de kwestie aan staatssecretaris Raymond Knops. Een door de overheid van Sint Eustatius ingestelde Statia Heritage and Research Commission (SHRC) onderzoekt de aantijgingen van de protestgroepen en moet komen met aanbevelingen.

## Demografie
Sint Eustatius had op 1 januari 2024 3204 inwoners. In 2020 had bijna 80% van de bevolking de Nederlandse nationaliteit. Ruim 16% had de Amerikaanse nationaliteit en bijna 6% die van de Dominicaanse Republiek. Ruim 52% van de bevolking spreekt meer dan één taal. De meest gesproken talen zijn Engels (92,7%), Nederlands (36%), Spaans (33,8%) en Papiaments (20,8%). De voertaal is voor 80,3% van de bevolking Engels.
Het eiland telde in 1665 1600 inwoners en tijdens de grootste bloei in de jaren 1790 naar schatting 10.000. Na een bezetting door Fransen en de isolatie van het eiland door de Engelsen in het begin van de 19de eeuw (zie Geschiedenis) daalde het inwonertal echter sterk: men vermeldt 7600 (3000 blanken, 600 kleurlingen en 4000 slaven) voor 1786 en 2591 voor 1817, waarvan "blanken 507, gecouleurde vrije lieden 336, slaven 1748". In 1850 bedroeg het inwonertal 1932, in 1890 1588 en in 1914 1437.
Op Sint Eustatius zijn naast de hoofdstad Oranjestad meerdere kernen, onder andere Concordia, Golden Rock, Bay Brow (bij het (enige) vliegveld, het F.D. Roosevelt Airport), Princess, Lodi, Jeems, Cherry Tree, The Farm en Pleasures.
| Inwoners van Sint Eustatius (2020) | Inwoners van Sint Eustatius (2020) | Inwoners van Sint Eustatius (2020) | Inwoners van Sint Eustatius (2020) |
| Geboorteland                       | Aantal                             | Nederlandse nationaliteit          | Andere nationaliteit               |
| ---------------------------------- | ---------------------------------- | ---------------------------------- | ---------------------------------- |
| Sint Eustatius                     | 1082                               | 1072                               | 10                                 |
| Sint Maarten                       | 420                                | 403                                | 17                                 |
| Dominicaanse Republiek             | 291                                | 116                                | 175                                |
| Nederland                          | 189                                | 189                                | -                                  |
| Saint Kitts en Nevis               | 182                                | 171                                | 11                                 |
| Curaçao                            | 172                                | 172                                | -                                  |
| Aruba                              | 104                                | 103                                | 1                                  |
| Guyana                             | 89                                 | 38                                 | 51                                 |
| Verenigde Staten                   | 68                                 | 26                                 | 42                                 |
| Jamaica                            | 47                                 | 21                                 | 26                                 |
| Suriname                           | 43                                 | 37                                 | 6                                  |
| China                              | 40                                 | 12                                 | 28                                 |
| Trinidad en Tobago                 | 32                                 | 8                                  | 24                                 |
| Frankrijk                          | 31                                 | 13                                 | 18                                 |
| Colombia                           | 29                                 | 2                                  | 27                                 |
| Guatemala                          | 26                                 | -                                  | 26                                 |
| Dominica                           | 25                                 | 13                                 | 12                                 |
| Venezuela                          | 25                                 | 2                                  | 23                                 |
| Saint Lucia                        | 22                                 | 10                                 | 12                                 |
| Haïti                              | 21                                 | 12                                 | 9                                  |
| Verenigd Koninkrijk                | 20                                 | 13                                 | 7                                  |
| Saint Vincent en de Grenadines     | 14                                 | 8                                  | 6                                  |
| Guadeloupe                         | 13                                 | 8                                  | 5                                  |
| Peru                               | 13                                 | 3                                  | 10                                 |
| Saba                               | 11                                 | 11                                 | -                                  |
| Nicaragua                          | 11                                 | -                                  | 11                                 |
| Portugal                           | 10                                 | -                                  | 10                                 |
| Filipijnen                         | 10                                 | -                                  | 10                                 |
| Zwitserland                        | 9                                  | 2                                  | 7                                  |
| Puerto Rico                        | 8                                  | -                                  | 8                                  |
| Anguilla                           | 7                                  | 3                                  | 4                                  |
| Bonaire                            | 6                                  | 6                                  | -                                  |
| El Salvador                        | 5                                  | -                                  | 5                                  |
| Grenada                            | 5                                  | 1                                  | 4                                  |
| Honduras                           | 5                                  | -                                  | 5                                  |
| Duitsland                          | 4                                  | 1                                  | 3                                  |
| Amerikaanse Maagdeneilanden        | 4                                  | -                                  | 4                                  |
| Canada                             | 4                                  | 3                                  | 1                                  |
| Cuba                               | 4                                  | -                                  | 4                                  |
| Joegoslavië                        | 3                                  | 3                                  | -                                  |
| België                             | 3                                  | -                                  | 3                                  |
| Montserrat                         | 3                                  | 2                                  | 1                                  |
| Panama                             | 3                                  | -                                  | 3                                  |
| Antigua en Barbuda                 | 3                                  | 3                                  | -                                  |
| Ecuador                            | 2                                  | -                                  | 2                                  |
| Indonesië                          | 2                                  | 2                                  | -                                  |
| Zweden                             | 2                                  | -                                  | 2                                  |
| Spanje                             | 2                                  | 2                                  | -                                  |
| Gibraltar                          | 1                                  | -                                  | 1                                  |
| Sovjet-Unie                        | 1                                  | -                                  | 1                                  |
| Oostenrijk                         | 1                                  | -                                  | 1                                  |
| Ivoorkust                          | 1                                  | 1                                  | -                                  |
| Nigeria                            | 1                                  | 1                                  | -                                  |
| Tanzania                           | 1                                  | 1                                  | -                                  |
| Oeganda                            | 1                                  | 1                                  | -                                  |
| Japan                              | 1                                  | -                                  | 1                                  |
| Singapore                          | 1                                  | -                                  | 1                                  |
| Taiwan                             | 1                                  | -                                  | 1                                  |
| Vietnam                            | 1                                  | 1                                  | -                                  |
| Bahama's                           | 1                                  | -                                  | 1                                  |
| Barbados                           | 1                                  | 1                                  | -                                  |
| Martinique                         | 1                                  | 1                                  | -                                  |
| Mexico                             | 1                                  | -                                  | 1                                  |
| Totaal                             | 3139                               | 2498                               | 641                                |

## Bestuur
Het bestuur van het eiland bestaat uit een eilandsraad en een bestuurscollege.
| Partij                                 | 1991 | 1995 | 1999 | 2003 | 2007 | 2011 | 2015 | 2019* | 2020 | 2023 |
| -------------------------------------- | ---- | ---- | ---- | ---- | ---- | ---- | ---- | ----- | ---- | ---- |
| Democratische Partij (DP)              | 3    | 3    | 2    | 3    | 4    | 1    | 2    | -     | 2    | 2    |
| Progressive Labour Party (PLP)         | -    | -    | -    | 2    | 1    | 1    | 2    | -     | 3    | 3    |
| Sint Eustatius Alliance (SEA)          | 2    | 2    | 3    | 0    | -    | -    | -    | -     | -    | -    |
| United People’s Coalition (UPC)        | -    | -    | -    | -    | -    | 1    | 1    | -     | 0    | -    |
| St. Eustatius Empowerment Party (STEP) | -    | -    | -    | -    | -    | 1    | 0    | -     | -    | -    |
| Statia Liberal Action Movement (SLAM)  | -    | -    | -    | -    | -    | -    | 0    | -     | -    | -    |
| Rueben Merkman (onafhankelijk)         | -    | -    | -    | -    | -    | 1    | -    | -     | -    | -    |
| CDA                                    | -    | -    | -    | -    | -    | -    | -    | -     | -    | 0    |
| Totaal                                 | 5    | 5    | 5    | 5    | 5    | 5    | 5    | -     | 5    | 5    |

- * Op het openbare lichaam Sint Eustatius werden op deze datum in verband met bestuurlijk ingrijpen door Nederland geen eilandsraadsverkiezingen gehouden.

### Eilandsraad
Samenstelling eilandsraad 2015:
- Clyde van Putten – PLP
- Rechelline Leerdam – PLP
- Rueben Merkman – UPC
- Adelka Spanner – DP
- Koos Sneek – DP

Samenstelling eilandsraad 2020:
- Rechelline Leerdam – PLP
- Rueben Merkman – PLP
- Clyde van Putten – PLP
- Adelka Spanner – DP
- Koos Sneek – onafhankelijk (daarvoor DP)

Samenstelling eilandsraad 2023:
- Rechelline Leerdam – PLP
- Glenville Schmidt – PLP
- Clyde van Putten – PLP
- Raquel Spanner-Carty – DP
- Mercedes Lopes-Spanner – DP

### Bestuurscollege
Bestuurscollege (samenstelling 2015-2018):
- Gezaghebber: Julian Woodley
- Gedeputeerde: Astrid Tatum (PLP)
- Gedeputeerde: Reginald Zaandam (UPC)

Bestuurscollege (samenstelling 2023-2027):
- Regeringsfunctionaris: Alida Francis
- Plaatsvervangend regeringscommissaris: Nicoline van der Linden-Geertsema
- Gedeputeerde: Reuben Merkman (PLP)
- Gedeputeerde: Arlene Spanner-Schmidt (PLP)

### Referendum status van Sint Eustatius
In het referendum dat op 8 april 2005 op Sint Eustatius werd gehouden, koos de bevolking van het eilandgebied voor het behoud van de Nederlandse Antillen. Maar omdat alle andere eilanden de Nederlandse Antillen als staatkundige eenheid wilden verlaten, opteerde het eilandbestuur uiteindelijk voor rechtstreekse banden met Nederland.
| Optie                                 | Stemmen | Percentage |
| ------------------------------------- | ------- | ---------- |
| A: behoud van de Nederlandse Antillen | 605     | 76,6       |
| B: rechtstreekse banden met Nederland | 163     | 20,6       |
| C: integratie in Nederland            | 17      | 2,2        |
| D: onafhankelijkheid                  | 5       | 0,6        |
| Blanco en ongeldige stemmen           | ?       | -          |
| Opkomst                               | 790     | 56,0       |

Op 11 oktober 2006 bereikte het toenmalige bestuurscollege van het eiland (samen met Saba en Bonaire) overeenstemming met Nederland over een nieuwe status als bijzondere gemeente.

### Overname bestuur door Nederlandse regering
Op 2 februari 2018 heeft de staatssecretaris van Binnenlandse zaken en koninkrijksrelaties, Raymond Knops, een wetsontwerp strekkende tot ontbinding van de eilandraad en op non-actiefstelling van de waarnemend gezaghebber en gedeputeerden, de Tijdelijke wet taakverwaarlozing Sint Eustatius ingediend naar aanleiding van een onderzoek door een 'commissie van wijzen' onder leiding van Jan Franssen. De commissie stelde vast dat het bestuur op het eiland wordt gekenmerkt door machtsmisbruik, financieel wanbeleid en discriminatie. De wet maakt onder meer de benoeming van een regeringscommissaris mogelijk. Het wetsontwerp werd op 6 februari 2018 door beide kamers van de Staten-Generaal behandeld en unaniem aangenomen.
Op grond van de wet werd de eilandsraad ontbonden, werden de eilandgedeputeerden van hun functies ontheven, en werd gezaghebber Julian Woodley van rechtswege ontslag verleend. In hun plaats werden Marcolino Franco en Mervyn Stegers als respectievelijk regeringscommissaris en plaatsvervangend regeringscommissaris benoemd om de orde op het eiland te herstellen. Op weg naar normalisatie van de bestuurlijke verhoudingen werden in september 2019, anderhalf jaar na de ingreep, verkiezingen aangekondigd voor een nieuwe eilandsraad. De nieuwe eilandsraad ging voorlopig onder de regeringscommissaris functioneren en kreeg alleen een controlerende taak middels het vragenrecht, het interpellatierecht en de mogelijkheid om moties in te dienen.
Per 15 februari 2020 zijn als nieuwe regeringscommissaris en plaatsvervangend regeringscommissaris benoemd Marnix van Rij en Alida Francis. Bij de verkiezingen op 21 oktober 2020 kwamen dezelfde partij en dezelfde personen als winnaar uit de bus, die vóór 2018 betrokken waren bij het bestuurlijk wanbeleid. Marnix van Rij vertrok op 18 april 2021 als regeringscommissaris vlak nadat in de Tweede Kamerverkiezingen 2021 op 17 maart de nieuwe politieke partij Ubuntu Connected Front (UCF) de meerderheid van de stemmen haalde op Sint Eustatius met twee prominente lokale politici op de kandidatenlijst. Het CDA viel terug tot de helft van de stemmen.
Per 22 juni 2021 werden tot nieuwe regeringscommissaris en plaatsvervangend regeringscommissaris benoemd Alida Francis en Claudia Toet. Alida Francis was al plaatsvervangend regeringscommissaris onder Van Rij. Claudia Toet werd op 15 juni 2023 opgevolgd door Nicoline van der Linden-Geertsema. Zij vervult haar taken vanuit Nederland.
De regering van Sint Eustatius herwon haar volledige bevoegdheid om een eigen begroting op te stellen en uit te voeren per 20 juni 2023. Dit gebeurde door de ondertekening van het Koninklijk Decreet voor artikel 15 van de Wet herstel voorzieningen Sint Eustatius (Sint Eustatius Restoration Facilities Act) door koning Willem Alexander.

## Economie en infrastructuur
De overheid (Rijksoverheid en openbaar lichaam Sint Eustatius) is de grootste werkgever op Sint Eustatius. De grootste private werkgever is de olieopslagterminal van investeringsmaatschappij Prostar Capital. Prostar nam in mei 2019 de terminal over van NuStar Energy die vanaf 2005 eigenaar was. De terminal kreeg de nieuwe naam 'GTI Statia'.

### Petrochemische op- en overslag
De olieterminal (een los- en opslagplaats voor aardolie) van het Amerikaanse bedrijf Prostar Capital is de belangrijkste economische pilaar op Sint Eustatius en wordt gebruikt voor de opslag van olie- en/of petrochemische producten. Vanuit olietanks worden deze producten meestal getransporteerd naar de olietankers ten behoeve van eindgebruikers of andere opslagfaciliteiten. De olietanks staan bovengronds en hebben vele portalen naar pijpleidingen voor het doorsluizen van de olieproducten. De terminal telt 60 tanks met een totale opslagcapaciteit van 14 miljoen vaten aardolie. In juni 2020 sloot energie- en grondstoffenbedrijf Vitol een overeenkomst met Prostar voor de exploitatie van de terminal op het eiland.

### Haven
De ligging van Sint Eustatius is gunstig in het Caribisch gebied en het eiland heeft zich mede daardoor kunnen ontwikkelen tot een grote haven op het gebied van overslag van aardolie. De tankers leggen aan de pier van de terminal aan of blijven voor de kust liggen en worden aangesloten op twee drijvende afmeerpunten die met pijplijnen met de terminal zijn verbonden. De grootste olietankers, tot 520.000 dwt, kunnen olie afleveren dan wel geladen worden bij de terminal. Er zijn plannen om de haven te verzelfstandigen hetgeen van belang is voor de lokale en (Caribisch-)Nederlandse economie.

### Luchthaven
F.D. Roosevelt Airport is het vliegveld op Sint Eustatius.
Het vliegveld ligt in een vallei in het midden van het eiland en kan alleen worden aangedaan met kleinere vliegtuigen, waaronder de Twin Otter. Winair voert dagelijks meerdere vluchten uit naar Sint Maarten.
De landingsbaan van het vliegveld is ongeveer 1300 meter lang. Het vliegveld is vernoemd naar Franklin Delano Roosevelt, de Amerikaanse president van wie voorouders in de 18de eeuw op het eiland woonden. De beperkte capaciteit van de luchthaven op Sint Eustatius zorgt ervoor dat de logistiek van het eiland sterk afhankelijk is van Sint Maarten. Hierbij speelt mee dat de infrastructuur op Sint Eustatius niet geschikt is voor intercontinentale vluchten en vaarten.

### Elektriciteit en drinkwater

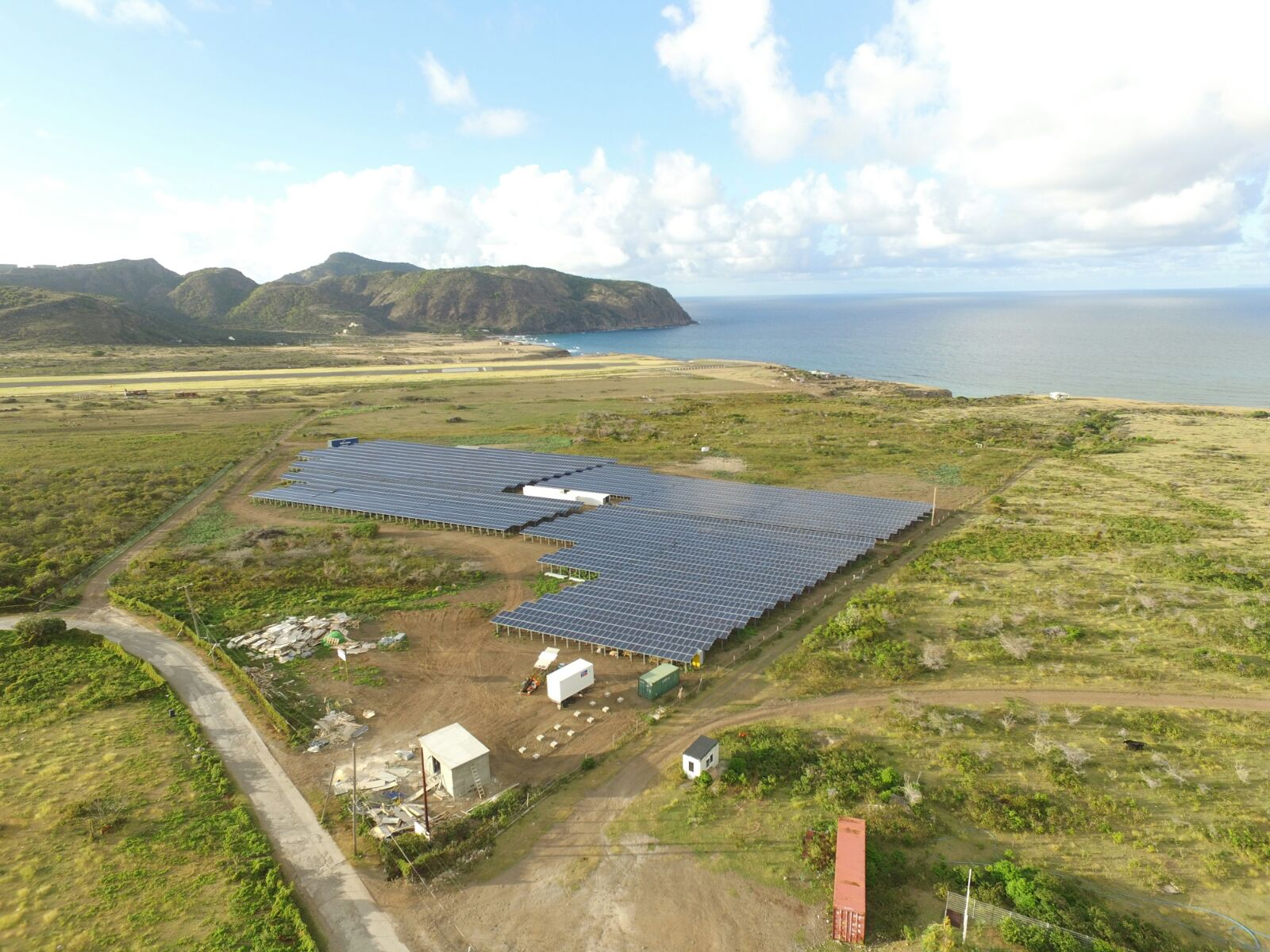
De zonneweide van Sint Eustatius in 2016

Het bedrijf Statia Utility Company N.V. verzorgt de elektriciteitsvoorziening van het eiland. Ook voorziet het in drinkwater per tankauto en op een deel van het eiland via een waterleidingnetwerk. De elektriciteitsvoorziening wordt in hoog tempo verduurzaamd. Tot 2016 werd er alleen maar elektriciteit opgewekt met dieselgeneratoren. In maart 2016 is een fotovoltaïsche zonneweide van 1,89 MWp in gebruik genomen die 23% van de gehele elektriciteitsvraag verzorgde. Deze is in november 2017 uitgebreid met nog eens 2,26 MWp, in totaal zijn er nu 13.310 zonnepanelen, goed voor een vermogen van 4,15 MWp. De zonnecentrale is gekoppeld aan een lithium-ion-accubuffer van 2,6 MW / 5,9 MWh die zowel de piekfluctuaties afvlakt als het overschot aan stroomproductie van overdag opslaat en ‘s avonds levert. Op een zonnige dag kunnen de dieselgeneratoren van 9 tot 20 uur uit. De gehele centrale kan op jaarbasis 46% van de elektriciteit van het eiland als duurzame zonnestroom leveren. Na een piek van 45,5% in 2018, zakte het aandeel geleidelijk tot 28,7% in 2022.
| Elektriciteitsproductie St. Eustatius (miljoen kWh) 2016-2022 | Elektriciteitsproductie St. Eustatius (miljoen kWh) 2016-2022 | Elektriciteitsproductie St. Eustatius (miljoen kWh) 2016-2022 | Elektriciteitsproductie St. Eustatius (miljoen kWh) 2016-2022 | Elektriciteitsproductie St. Eustatius (miljoen kWh) 2016-2022 |
| Jaar                                                          | Fossiel                                                       | Hernieuwbaar                                                  | Totaal                                                        | % Hernieuwbaar                                                |
| ------------------------------------------------------------- | ------------------------------------------------------------- | ------------------------------------------------------------- | ------------------------------------------------------------- | ------------------------------------------------------------- |
| 2016                                                          | 11,6                                                          | 2,3                                                           | 13,9                                                          | 16,6%                                                         |
| 2017                                                          | 10,2                                                          | 3,8                                                           | 14,0                                                          | 27,1%                                                         |
| 2018                                                          | 7,8                                                           | 6,5                                                           | 14,3                                                          | 45,5%                                                         |
| 2019                                                          | 8,7                                                           | 6,3                                                           | 15,0                                                          | 42,0%                                                         |
| 2020                                                          | 10,4                                                          | 4,8                                                           | 15,2                                                          | 31,6%                                                         |
| 2021                                                          | 11,1                                                          | 5,2                                                           | 16,3                                                          | 31,9%                                                         |
| 2022                                                          | 11,7                                                          | 4,7                                                           | 16,4                                                          | 28,7%                                                         |

### Toerisme

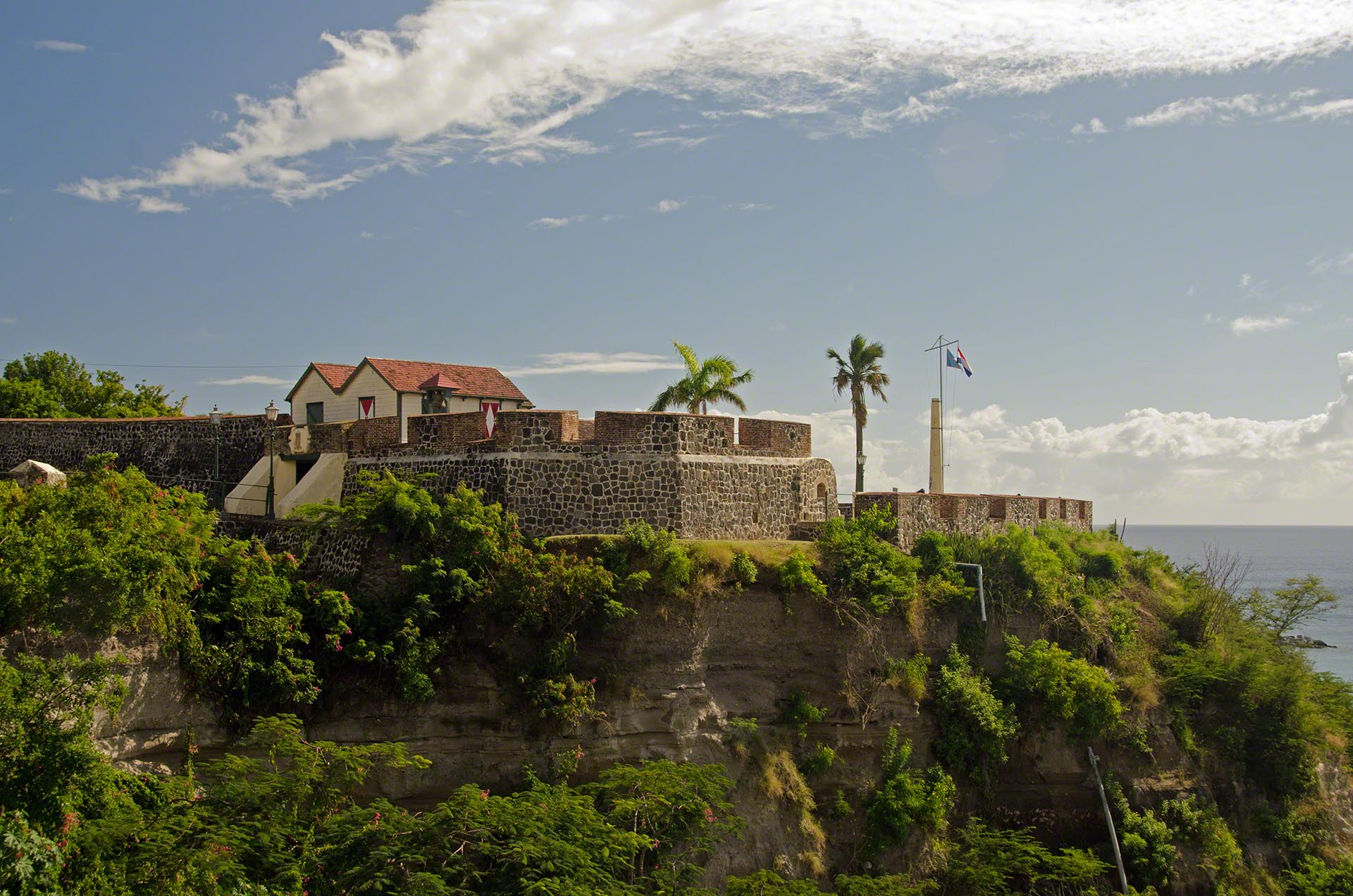
Fort Oranje

Toerisme is eveneens belangrijk en wordt gezien als de tweede economische pilaar, met name duiktoerisme. Sint Eustatius beschikt over diverse hotels en een internationale luchthaven, F.D. Roosevelt Airport, maar de mogelijkheden voor het opstijgen en landen zijn beperkt tot kleine vliegtuigen. Momenteel doen twee luchtvaartmaatschappijen het eiland aan: Winair en Trans Anguilla Airways. De haven is niet geschikt voor grote cruiseschepen zodat er geen grote stromen toeristen naar het eiland kunnen komen. 
Sint Eustatius heeft geen grote witzandstranden, maar er zijn kleinere stranden zoals Oranje Beach, Crooks Castle Beach, Lynch Beach en Zeelandia Beach. In het Simon Doncker House in Oranjestad bevindt zich het historisch museum. In Lynch Plantation bevindt zich een museum dat is ingericht als plantagehuis van een eeuw geleden. Op het terrein bevindt zich ook een planetarium.
Gedurende de jaren tachtig was het op Sint Eustatius bijzonder makkelijk een rijbewijs te verkrijgen, dat in Nederland kon worden omgewisseld voor een Nederlands rijbewijs, maar hieraan is in 1993 een eind gemaakt.

### Financiële dienstverlening
Hoewel er initiatieven zijn om dit te verbeteren, is de basale financiële dienstverlening op Sint Eustatius niet op orde. Terwijl er veel contant wordt betaald, zijn geldautomaten vaak defect. Verder is het moeilijk hypotheekleningen te krijgen, zijn transactiekosten op betalingen hoog, en duurt het lang om een betaalrekening te openen. Hier kan in 2025 en 2026 verandering in komen, aangezien ING er bankdiensten wil gaan aanbieden en De Nederlandsche Bank voor geldautomaten wil zorgen.

## Bekende mensen van Statiaanse afkomst
- Mariana Franko (1718-1779), vrijheidsstrijder te Curaçao
- Black Harry (18e eeuw), methodistisch predikant
- Antony Beaujon (ca. 1763-1805), bestuurder van Demerary en Essequebo
- Jacob Ernst Marcus (1774), graficus
- Thomas Dupersoy (19e eeuw), vrijheidsstrijder op Statia
- Edward Wilmot Blyden (1832-1912), Liberiaans onderwijskundige en schrijver (geboren op Saint Thomas; ouders kwamen van Sint Eustatius)
- Lolita Euson (1914-1994), schrijver en dichter
- Nora Sneek-Gibbs (1949-2022), politica
- Tina Woodley (1953), powerlifter en bodybuilder
- Adelka Spanner (1958), politica
- Gerald Berkel (1969), politicus
- Kizzy (1979), zangeres
- Shirma Rouse (1980), zangeres (opgegroeid op Sint Eustatius)
- Ziggi Recado (1981), artiest